# Koralnik żółtopłatkowy
Koralnik żółtopłatkowy (Callaeas cinereus) – gatunek ptaka z rodziny koralników (Callaeidae). Dawniej za jeden z jego podgatunków uznawany był koralnik modropłatkowy (Callaeas wilsoni), razem z nim nosi maoryską nazwę kōkako. Występował na nowozelandzkiej Wyspie Południowej. Uznawany za krytycznie zagrożonego wyginięciem, prawdopodobnie wymarłego (ang. critically endangered [probably extinct]) od 2016, kiedy zaczęto oceniać osobno status zagrożenia dla każdego z koralników. Ostatnie obserwacje uznane za wiarygodne miały miejsce w 2007 i 1967.

## Taksonomia
Po raz pierwszy gatunek opisał systematycznie Johann Friedrich Gmelin w 1788. Autor nadał nowemu gatunkowi nazwę Glaucopis cinerea. Sugerował się wcześniejszym opisem Johna Lathama, który scharakteryzował koralnika żółtopłatkowego w A general synopsis of birds (1781) pod nazwą zwyczajową „Cinenerous Wattle-bird”. Informacje dostarczył mu Johann Reinhold Forster. Latham opisał nie tylko wygląd, ale i nietypową budowę języka oraz zwyczaje koralników. Całość uzupełniała tablica barwna oznaczona numerem XIV.
Obecnie (2021) Międzynarodowy Komitet Ornitologiczny umieszcza koralnika żółtopłatkowego w rodzaju Callaeas jako odrębny gatunek, jeden z dwóch w tym rodzaju, podobnie jak autorzy HBW, Clements Checklist of Birds of the World (2019) i listy ptaków świata opracowywanej we współpracy BirdLife International z autorami HBW (5. wersja online: grudzień 2020). Przekłada się to również na osobną klasyfikację przez IUCN – od 2016 status jest oceniany osobno dla koralnika modropłatkowego i żółtopłatkowego.
Systematyka nie tylko koralników Callaeas, ale i gatunków w całej rodzinie koralników (Callaeidae) była niejasna i ulegała zmianom jeszcze na początku XXI wieku. Długo za podgatunek koralnika żółtopłatkowego był uznawany koralnik modropłatkowy (Callaeas wilsoni), opisany w 1850. W takim ujęciu koralnik żółtopłatkowy byłby podgatunkiem nominatywnym. Przedstawiciele tych dwóch taksonów różnią się głównie kolorem „korali” (przydatków głowowych), które u C. cinereus są głównie pomarańczowe, wymiarami ciała, szczegółami upierzenia i zachowaniem, być może także i głosem.
IOC w uzasadnieniu klasyfikowania ich osobno powołuje się na stanowisko Ornithological Society of New Zealand z 2010. Przed OSNZ podobnie poczynili Oliver (1955) i Holdaway et al. (2001), a wyniki badań filogenetycznych Murphy’ego et al. (2006) potwierdziły odrębność gatunkową C. wilsoni i C. cinereus. Autorzy nie podjęli się oszacowania czasu rozdzielenia się linii rozwojowych tych dwóch gatunków, jednak dla różnych gatunków – nie tylko ptaków – zajmujących odpowiednio Wyspę Południową i Północną następowało to (według ówczesnej wiedzy) około 0,9 mln lat temu. Średnia różnorodność genetyczna (ang. nucleotide diversity) w sekwencjach obydwu koralników wyniosła 0,049, natomiast w obrębie kilku populacji koralnika modropłatkowego – 0,006.
Muzeum Narodowe Nowej Zelandii Te Papa Tongarewa ma w swoich zbiorach 23 skórki lub wypchane okazy oraz po jednym gnieździe (z Zatoki Milforda), jaju (z Hokitika) i czaszce.

## Morfologia
Długość ciała wynosi około 38 cm. Koralniki żółtopłatkowe to charakterystyczne ptaki o średnich lub nawet dość dużych rozmiarach ciała. W ich sylwetce wyróżniają się krótkie, szerokie i zaokrąglone skrzydła, krótki, gruby i zgięty w dół dziób, długi, szeroki i zaokrąglony na końcu ogon oraz długie i mocno zbudowane nogi. Znacznie większe od kurobrodów siodłatych (Philestumus carunculatus), ze znacznie krótszym dziobem (i zagiętym, nie dość prostym jak kurobroda), większymi i bardziej zaokrąglonymi wyrostkami u nasady dzioba oraz dłuższym i bardziej zaokrąglonym na końcu ogonem (nie prosto ściętym jak u kurobrodów).
Wymiary szczegółowe podane w milimetrach przedstawia poniższa tabela:
|             | n | Dł. skrzydła      | Dł. ogona       | Dł. dzioba       | Dł. skoku        |
| ----------- | - | ----------------- | --------------- | ---------------- | ---------------- |
| samce (śr.) | 6 | 147–177,6 (162,7) | 150–181,6 (171) | 31,6–38,3 (34,9) | 60,4–72 (64,8)   |
| samice      | 3 | 150, 154, 157     | 147, 159, 162   | 34, 35, 36,1     | 64,5, 64,5, 66,6 |

W upierzeniu nie występuje dymorfizm płciowy, samice cechują się jednak nieznacznie mniejszymi rozmiarami ciała. Brak sezonowej zmienności w upierzeniu. To w większości jest niebieskoszare, wyróżnia się czarna maska i brązowawy z tyłu spód ciała. U nasady dzioba wyrastają duże zaokrąglone „korale”. Nie zwisają swobodnie, a przylegają do gardła. Ich ubarwienie to główna cecha odróżniająca koralniki żółtopłatkowe od modropłatkowych. U C. cinereus są w większości pomarańczowe, tylko bliżej nasady barwa przechodzi w niebieską. Widoczny u spreparowanych koralników kolor może nie oddawać rzeczywistego wyglądu tych wyrostków, szczególnie w przypadku starszych eksponatów. Prawidłowość tę zaobserwowano wśród okazów koralników modropłatkowych gromadzonych w kolejnych latach – skórki osobników pozyskanych do lat 20. XX wieku były wyraźnie wypłowiałe w porównaniu do tych pozyskanych od lat 50. XX wieku wzwyż. „Korale” spreparowanych koralników żółtopłatkowych z jaskrawego pomarańczowego blakną do różowawej żółci. Mimo że z biegiem czasu okazy muzealne niszczały, to po przebadaniu 15 skórek dorosłych koralników żółtopłatkowych i porównaniu do modropłatkowych zauważono kilka różnic w ich upierzeniu. Z 15 okazów C. cinereus u 14 nie zauważono jasnej niebieskoszarej obwódki tylnej krawędzi czarnej maski. U jednego jest obecna i tak dobrze widoczna, jak zazwyczaj u koralników z Wyspy Północnej; pochodzenie akurat tego ptaka jest nieznane. Upierzenie ma być też nieco ciemniejsze, jednak część okazów nie odstaje pod jej względem od okazów C. wilsoni z końca XIX wieku. Trochę inne jest też ubarwienie sterówek: zewnętrzne krawędzie T1 oraz chorągiewki zewnętrzne T2–T6 mają barwę niebieskoszarą, matową, u koralników modropłatkowych zaś – oliwkowobrązową. Znaczących różnic w wymiarach ciała między samcami poszczególnych koralników nie dostrzeżono, jednak liczba okazów do przebadania była ograniczona.

## Zasięg występowania, ekologia i zachowanie
Koralniki żółtopłatkowe występowały na Wyspie Południowej Nowej Zelandii. W momencie przybycia Europejczyków na wyspy (które stały się częścią imperium brytyjskiego) koralniki zamieszkiwały między innymi lesiste tereny na zachodzie Wyspy Południowej, ciągnącej się od północno-zachodniego regionu Nelson i Malborough na południe po okolice Fiordland National Park oraz Półwysep Banksa i Wyspę Stewart. Chociaż zasięg występowania koralnika żółtopłatkowego był nieregularny, to obejmował większość porośniętych lasami obszarów Wyspy Południowej, aż po górną granicę lasu. Były to między innymi Alpy Południowe (w tym okolic Arthur's Pass) i wymienione już obszary na zachód od nich. Koralniki pojawiały się też wzdłuż rzek wypływających z Alp Południowych na wschód oraz nieopodal wschodniego wybrzeża – na Półwyspie Banksa, Półwyspie Otago i Catlins (regionu w południowo-wschodniej części wyspy). Prawdopodobnie występowały też na Wyspie Stewart. Na stanowisku na tej wyspie znaleziono raz szczątki kopalne koralników żółtopłatkowych; na Wyspie Południowej znajdowano je w różnych, znacznie od siebie oddalonych miejscach; datowane są na holocen. Przedostatnia obserwacja w 1967 miała miejsce w Mount Aspiring National Park, ostatnia – w 2007 w pobliżu Reefton.
Środowiskiem życia tych ptaków były rozległe lasy zdominowane przez bukany, które przylegały do terenów pokrytych górskimi i podgórskimi zaroślami. Oprócz bukanów w drzewostanie tych obszarów przeważają Metrosideros umbellata, Weinmannia racemosa i obłuszyny Dacrydium cupressinum. Nie wyjaśniono w pełni przyczyn, dla których koralniki modropłatkowe przetrwały i zwiększa się ich liczebność, a żółtopłatkowe znalazły się na granicy wymarcia. Mogła się do tego przyczynić specyfika lasów bukanowych sprzyjająca okresowym pojawianiem się liczniej drapieżników, które na Nową Zelandię sprowadzili osadnicy. W niektórych latach bukany produkują nadzwyczaj duże ilości orzechów, lecz dzieje się to nieregularnie. Szczególna obfitość pożywienia przyciąga niektóre ssaki zawleczone na wyspy przez człowieka, jak myszy. Dla koralników modropłatkowych nie stanowi to znaczącego problemu, ponieważ nie są tak związane z lasami bukanowymi jak C. cinereus.
Prawdopodobnie koralniki żółtopłatkowe były monogamiczne i terytorialne. Przebywały głównie w parach, w których przewodził samiec. Obserwowano też grupy złożone z najwyżej 7 osobników. Jedno doniesienie mówi o 20 osobnikach przemierzających pieszo las – całymi rzędami przemieszczały się szybkimi seriami podskoków, a przy tym podążały za liderem „jak stado owiec”. Potts opisał głos samców koralników żółtopłatkowych jako melodyjny gwizd złożony z sześciu dźwięków, jak te, to, ta, tu, tu, tu, a samice miały odzywać się pięcioma, jak te, a, tu, tu, tu... Złożona pieśń tych ptaków jest jedną z najwolniejszych wśród ptaków, a śpiew samca i samicy w duecie – najwolniejszy wśród ptaków śpiewających.

### Pożywienie
Pożywienie koralników żółtopłatkowych stanowiły głównie liście i owoce – w tym należące do Coprosma robusta i innych gatunków Coprosma (Rubioideae), mleczy Sonchus kirkii, fuksji Fuchsia excorticata i garbowników (Coriaria) – a rzadziej kwiaty, pąki kwiatowe, nektar, mchy oraz małe owady i inne bezkręgowce. Często jadły trzymając pokarm w łapie, co jest typowe dla koralników. Chociaż przynajmniej do 2016 nie zostało to formalnie opisane, według relacji niektórych badaczy charakterystyczny ślad obecności tego gatunku zostawia przekopywanie przezeń mchu (ang. moss-grubbing). W miejscach żerowania znaleźć można okrągławe połacie mchu oderwane od podłoża. Rhys Buckingham porównuje ich wygląd do puszku do pudru, a sposób oddzielenia od podłoża – do podcięcia nożyczkami. Według niego jest to unikatowy i pomocny w poszukiwaniach koralników żółtopłatkowych zwyczaj – podobnie nie postępują ani koralniki modropłatkowe, ani inne nowozelandzkie ptaki czy ssaki.

### Lęgi

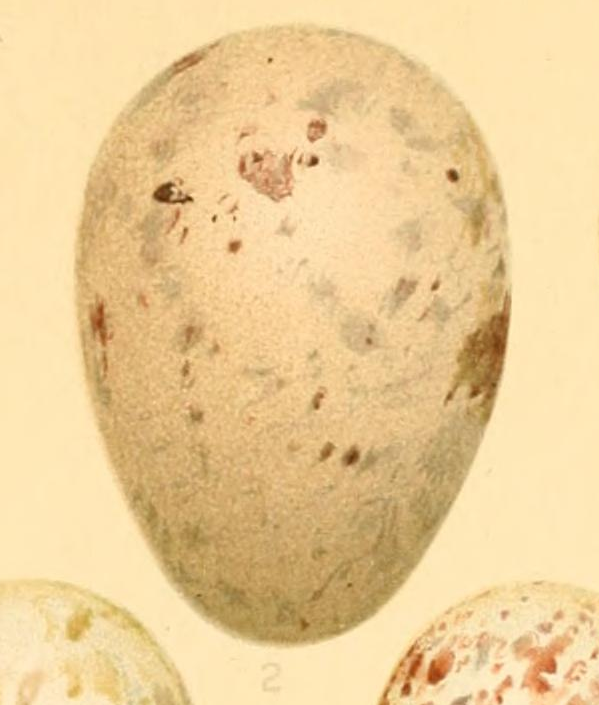
Jajo koralnika żółtopłatkowego na ilustracji z 1912 (autor: Henrik Grønvold)

Różne informacje o rozrodzie koralników żółtopłatkowych zebrał Walter Buller w swoim A history of the birds of New Zealand. Pierwsze wydanie ukazało się w 1873, kiedy nie znano jeszcze zwyczajów lęgowych tych ptaków. Te opisano w kolejnym wydaniu z 1888. Zaloty koralników żółtodziobych obserwowano już w październiku. Samiec unosił i rozkładał skrzydła oraz ogon, a przy tym kiwał głową wydając bulgoczący dźwięk. Puste gniazda znajdowano od grudnia do stycznia. Okres wysiadywania jaj trwał od grudnia do lutego. Pisklęta w gnieździe widywano głównie w styczniu i lutym. Do maja młode zdążyły się w pełni opierzyć. Miały zostawać z rodzicami do kolejnego sezonu lęgowego. Prawdopodobnie koralniki żółtopłatkowe wyprowadzały tylko jeden lęg w sezonie.
Gniazdo miało formę masywnej struktury z mchu i gałązek, a umieszczone było (według Pottsa) w gęstych zaroślach, niewysoko nad podłożem. Na podstawie z posplatanych gałęzi różnych rozmiarów osadzona była jego właściwa część, kształtem zbliżona do misy. Tworzą ją gałęzie poprzeplatane torfowcami. Wyściółkę stanowią miękkie trawy. Przybliżone wymiary to: średnica zewnętrzna – 40 cm; średnica wewnętrzna – 20 cm; głębokość – 9 cm. W zniesieniu znajdują się 2 lub 3 jaja, znane są wymiary 40,2 × 27,5 mm, 2 jaj z dawnych zbiorów Canterbury Museum: 40,6 × 29,2 mm i 41,9 × 27,9 mm oraz 42,1 × 27,2 mm. Na początku lat 90. XX wieku prawdopodobnie nie było wiadomo o więcej niż 3 jajach w różnych muzeach. Te są nieznacznie większe od jaj koralników modropłatkowych. Barwa tła skorupy opisywana jest jako szarożółtawa (stone-coloured) lub ciemna, fioletowawoszara (dark purplish grey). Poza tym skorupę pokrywają kropki i większe plamy w kolorze sepii, fioletowe lub brązowe. Wysiadywanie trwało około 18 dni i odpowiadała za nie wyłącznie samica. W tym czasie była karmiona przez samca, podobnie jak podczas opieki nad pisklętami w gnieździe.

## Status, zagrożenia i ochrona
IUCN uznaje koralnika żółtopłatkowego za gatunek krytycznie zagrożony (CR, Critically Endangered) od 2016 (stan w 2021). BirdLife International przypisuje go do pomocniczej kategorii CR(PE) – Critically Endangered (Probably Extinct). Na podstawie źródeł jeszcze co najmniej z końca 2. dekady XXI wieku uznaje, że gatunek może być już wymarły.

### Zagrożenia
Po przybyciu Maorysów na Wyspę Południową obszar występowania koralników żółtopłatkowych zmniejszał się wskutek wylesiania. Pozostawały lokalnie pospolite w trudniej dostępnych obszarach jeszcze do lat 70. XIX wieku. W poprzedniej dekadzie ich populację przetrzebiły szczury, które dotarły na wyspy na statkach brytyjskich kolonizatorów. W latach 80. XIX wieku liczebność ich populacji zaczęła ponownie spadać wskutek drapieżnictwa ze strony gronostajów i łasic, a do 1900 roku ostało się tylko kilka pomniejszych populacji. T.H. Potts już w 1873 opisywał wypieranie koralników żółtopłatkowych z ich środowisk przez kolonizatorów. Wspomniał o wylesianiu (między innymi pod farmy i pastwiska), częstych pożarach lasów, suszach i zmianie lokalnego klimatu.
W 1889 koralniki modropłatkowe były jeszcze dość pospolite, natomiast koralnik żółtopłatkowy został opisany jako zbliżający się do wymarcia. Jako przyczynę odmiennej sytuacji obydwu koralników wskazywano między innymi częstsze żerowanie w leśnej ściółce i budowanie gniazd niżej przez koralniki żółtopłatkowe, co ułatwiało dostęp do nich drapieżnym ssakom. Tak jak kurobrody różnodziobe (Heteralocha acutirostris) koralniki żółtopłatkowe miały być niepłochliwe (island tameness). Gdy człowiek podchodził do wysiadującego ptaka, ten nie alarmował ani nie bronił gniazda. Maorysi polowali na te ptaki, jak również były one licznie zabijane na potrzeby prywatnych kolekcjonerów oraz muzeów w Europie.

### Ochrona i poszukiwania
Większość pierwotnych środowisk życia koralników żółtopłatkowych jest objęta ochroną. W miejscu prawdopodobnego występowania najważniejszych subpopulacji prowadzona jest kontrola drapieżników – szczurów śniadych (Rattus rattus) i kitanki lisiej (Trichosurus vulpecula).
Co najmniej do 2. dekady XXI wieku trwały poszukiwania koralników żółtopłatkowych, ponadto napływały zgłoszenia o potencjalnych obserwacjach. Między styczniem 1990 a czerwcem 2012 dokonano łącznie 241 domniemanych obserwacji koralników żółtopłatkowych. Umieszczono je w 6 kategoriach i w najwyższej – skupiającej najbardziej wiarygodne obserwacje – znalazło się 13 doniesień. Przekazano je do oceny Ornithological Society of New Zealand’s Records Appraisal Committee (RAC). Według komisji w dwóch przypadkach były to koralniki modropłatkowe, a jeden przypadek zaakceptowała. Department of Conservation w 2007 zaklasyfikował C. cinereus jako gatunek wymarły. W 2013, ze względu na uznanie stosunkowo niedawnej obserwacji za wiarygodną, zmieniono rangę na niedostateczne dane (DD, Data Deficient).
W 2010 powstała fundacja The South Island Kokako Charitable Trust. Prowadzi stronę internetową oraz profil na Facebooku, zachęca do zgłaszania potencjalnych obserwacji i uświadamia na temat koralników. Za dostarczenie przekonującego dowodu na dalsze istnienie gatunku Kokako Trust oferuje nagrodę w wysokości 10 tysięcy dolarów nowozelandzkich (około 26 850 zł). Informacja o niej jest rozprzestrzeniana na plakatach stylem nawiązującym do Dzikiego Zachodu („WANTED, Preferably alive: South Island Kōkako. $10,000 Reward”), nie tylko w internecie – gdzie znalazł się na przykład w „The Guardian” w marcu 2021 – ale i centrach obsługi odwiedzających pod zarządem DOC, pubach, lokalnych sklepach, a także siedzibach kół łowieckich i turystyczno-krajoznawczych oraz organizacji działających na rzecz ochrony przyrody.
Mimo że nie ma jednoznacznych dowodów na przetrwanie koralników żółtopłatkowych, to sukces odradzającej się populacji koralników modropłatkowych (gatunek uznawany dotychczas za narażony na wyginięcie, w 2013 DOC zmienił rangę na at risk – recovering) dodał zapału skupionym wokół Kokako Trust obserwatorom. Oprócz poszukiwania w terenie samych ptaków lub charakterystycznie oderwanym fragmentów mchu analizują oni również nagrania audio. Testowano też użyteczność sztucznej inteligencji w sprawdzaniu wielogodzinnych nagrań wszelkich głosów z określonych miejsc pod kątem głosów należących do koralników żółtopłatkowych. Szczególny problem zarówno dla ludzi, jak i sztucznej inteligencji stanowi odróżnienie głosów koralnika od głosów kędziorników (Prosthemadera novaeseelandiae) i nestorów kaka (Nestor meridionalis). Entuzjazm wąskiej grupy badaczy zaangażowanych w poszukiwania koralników od wielu lat nie jest podzielany przez większość osób zaangażowanych w ochronę przyrody. Część nie wierzy w przetrwanie gatunku, a część wprost sugeruje, że środki przeznaczone na próby odnalezienia koralników żółtopłatkowych są marnowane i mogłyby być przekazane chociażby na ochronę koralników modropłatkowych.